# Face a Face (filme)
Ansikte mot ansikte (em português: Face a Face) é um filme sueco de 1976, do gênero drama, escrito e dirigido por Ingmar Bergman e com direção de fotografia de Sven Nykvist.

## Sinopse
Jenny Isaksson é uma psiquiatra casada assombrada por visões de uma velha e que passa a sofrer uma profunda depressão. Na procura desesperada de fugir deste pesadelo ela tem um caso com Tomas Jacobi, um médico casado.
Isto só serve para provocar nela uma crise histérica e, quando tem novas alucinações com a velha mulher, tenta o suicídio. Enquanto está entre a vida e a morte ela imagina ver todas as pessoas que tiveram alguma influência na sua vida. Quando está a recuperar-se ela consegue entender quem é a velha senhora e por que motivo provoca tanto sofrimento.

## Elenco
- Liv Ullmann .... dra. Jenny Isaksson
- Erland Josephson .... dr. Tomas Jacobi
- Aino Taube .... avó
- Gunnar Björnstrand .... avô
- Kristina Adolphson .... enfermeira Veronica
- Marianne Aminoff .... mãe de Jenny
- Gösta Ekman .... Mikael Strömberg
- Ulf Johansson .... Helmuth Wankel
- Sven Lindberg .... marido de Jenny
- Lena Olin

## Prémios e nomeações
Óscar (1977)
- Indicado nas categorias de Melhor Diretor (Ingmar Bergman) e Melhor Atriz (Liv Ullmann).

Globo de Ouro (1977)
- Venceu na categoria de Melhor Filme Estrangeiro.
- Indicado na categoria Melhor Atriz - Drama (Liv Ullmann).

BAFTA (1977)
- Indicado na categoria Melhor Atriz (Liv Ullmann).